# Ду Коуту Тейшейра, Максим
Макси́м Ду Ко́уту Тейше́йра (фр. и порт. Maxime Do Couto Teixeira; 13 декабря 1996, Нёйи-сюр-Сен, О-де-Сен, Франция) — французский футболист, полузащитник клуба «Амьен».

## Карьера
Воспитанник футбольного клуба «Тур». В Лиге 2 дебютировал 30 августа 2014 года в матче против «Анже».
Сезон 2017/18 провёл, выступая за команду «Авуан», во Втором дивизионе любительского чемпионата Франции.
25 июля 2018 года подписал контракт с клубом «Олимпик» из Донецка. В Украинской Премьер-лиге дебютировал 5 августа в матче против львовских «Карпат», где, выйдя на замену на второй тайм, на 87-й минуте забил гол, принёсший «Олимпику» ничью 2:2.
В 2014 году привлекался в сборную Франции до 19 лет — сыграл три матча, в которых забил один гол.